# Jessica Lange
Jessica Phyllis Lange (Cloquet, 20 de abril de 1949) é uma atriz estadunidense. Ela se tornou a 13ª atriz a alcançar a Tríplice Coroa de Atuação, tendo ganhado dois Oscars, três prêmios Emmy e um Tony, junto com um SAG Award e cinco prêmios Globo de Ouro.
Lange fez sua estreia no cinema em King Kong (1976) dirigido por John Guillermin, pelo qual ela também ganhou seu primeiro Globo de Ouro de melhor atriz revelação. Em 1979, estrelou o filme musical All That Jazz - O Show Deve Continuar. Em 1983, ela ganhou seu segundo Globo de Ouro e o Oscar de melhor atriz coadjuvante por seu papel em Tootsie (1982) e também foi indicada ao Oscar de melhor atriz por sua interpretação de Frances Farmer em Frances (1982). Lange recebeu mais três indicações ao prêmio por Minha terra, minha vida (1984), Um Sonho, Uma Lenda (1985) e Muito Mais que um Crime (1989), antes de ganhar seu terceiro Globo de Ouro e o Oscar de melhor atriz por sua atuação em Céu Azul (1994).
Em 2010, Lange ganhou seu primeiro prêmio Emmy pelo telefilme Grey Gardens - Do Luxo à Decadência da HBO (2009). Entre 2011 e 2014, ela ganhou o SAG Award, o Critics' Choice Award, seu quinto Globo de Ouro, três Dorian Awards e seu segundo e terceiro Emmy Awards por suas atuações na primeira, segunda e terceira temporadas da série de antologia American Horror Story (2011–2015, 2018). Em 2016, Lange ganhou seu primeiro prêmio Tony de melhor atriz principal pela remontagem da Broadway de Long Day's Journey into Night. Em 2017, por sua interpretação da atriz Joan Crawford na minissérie Feud: Bette and Joan, Lange recebeu sua oitava indicação ao Emmy, 16º ao Globo de Ouro, sua sexta indicação ao Screen Actors Guild Award e uma segunda indicação ao TCA Award. Em 2019, ela foi indicada pela décima vez ao Emmy Award por sua atuação em American Horror Story: Apocalypse.

## Atuação profissional

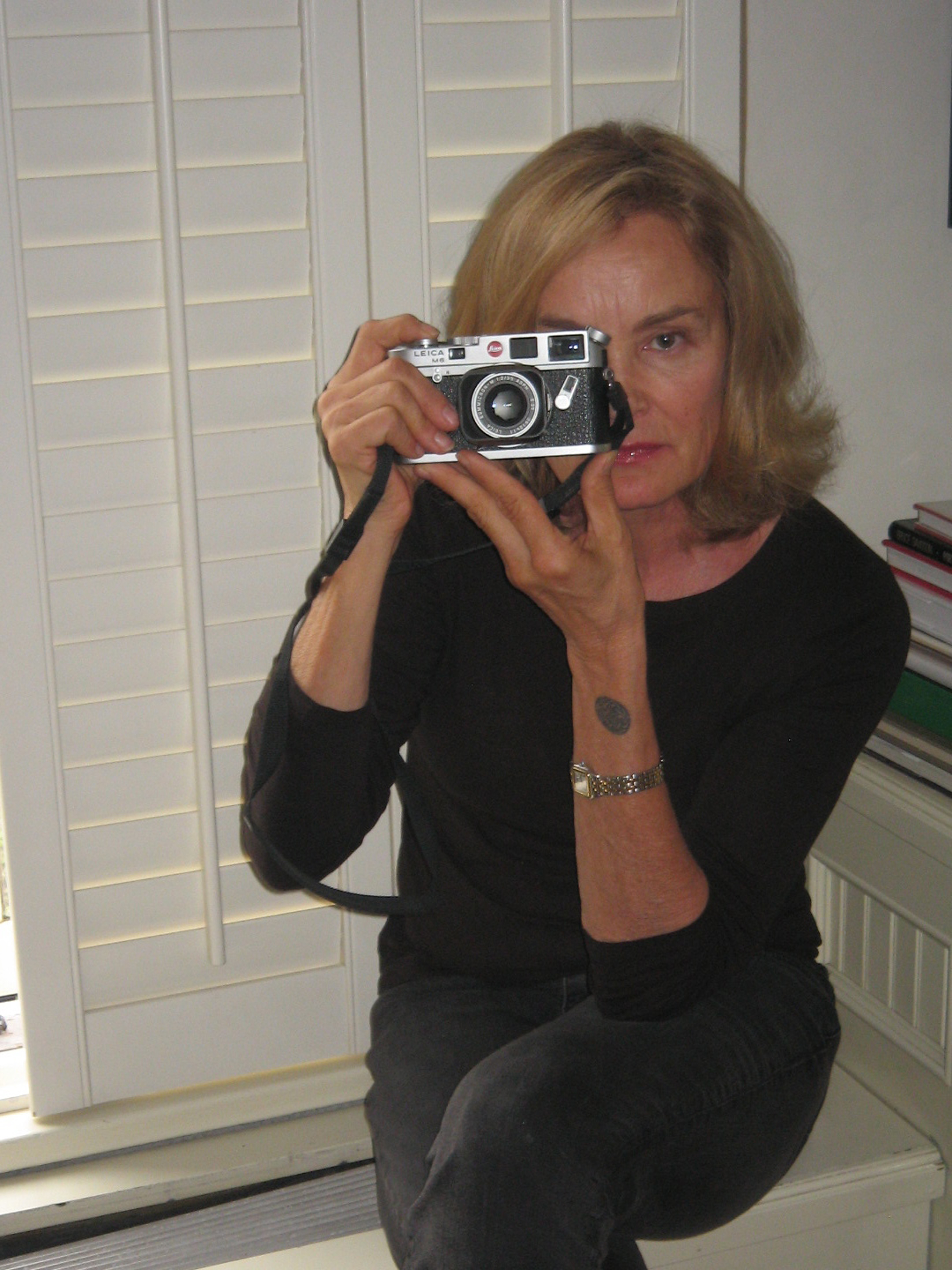
Lange em 2011

Jessica Lange morava em Nova Iorque e trabalhava como modelo quando o produtor Dino De Laurentiis a convidou para o principal papel feminino do filme King Kong. Como as críticas a sua atuação não foram muito favoráveis, ficou três anos afastada das telas. Retornou em 1979, e aceitou um pequeno papel em All That Jazz. A seguir, teve atuação elogiada em The Postman Always Rings Twice e em Frances. A partir daí, teve atuações marcantes em diversos filmes.
Estreou na Broadway em 1992, no papel de "Blanche" na peça Um bonde chamado desejo, de Tennessee Williams.
Em 2011 entrou para o elenco de American Horror Story, atuando durante quatro temporadas (Murder House, Asylum, Coven e Freak Show), deixou o elenco em 2015 com o final da 4ª temporada.

## Anos iniciais e educação
Seu pai, Albert John Lange (1913-1989), era professor e caixeiro-viajante, e sua mãe, Dorothy Florence (1913-1998) uma dona de casa. Ela tinha duas irmãs mais velhas, Ann e Jane, e um irmão mais novo, George. Seus ascendentes vieram da Alemanha, dos Países Baixos, da Finlândia e da Polônia.
Devido às profissões de seu pai, de ser beberrão e "personalidade forte", a sua vida em casa era caótica. Sua família se mudou para várias cidades em Minnesota antes de voltarem em sua cidade natal, onde se formou a partir de Cloquet High School. Em 1967, ela recebeu uma bolsa de arte para estudar arte e fotografia na Universidade de Minnesota, onde conheceu e formou um relacionamento com um fotógrafo espanhol. Os dois se casaram em 1970, e Lange abandonou a universidade para viver em um estilo de vida boêmio, decidindo viajar por todo o Estados Unidos e México em uma pick-up com seu marido. O casal mudou-se para a França, e viveram em Paris onde se separaram. O tempo de Lange em Paris, foi um tempo de liberdade e exploração. Estudou mímica com o instrutor Étienne Decroux e dançou com a Opéra-Comique.
Em 1973, ela voltou para Nova York e começou a trabalhar como garçonete na Lion's Head Tavern em Greenwich Village. Enquanto estava dividindo um apartamento com Jerry Hall e Grace Jones em Manhattan, ela foi descoberta pelo ilustrador de moda Antonio Lopez. e, posteriormente, tornou-se uma modelo da agência Wilhelmina. Foi enquanto trabalhava como modelo que ela foi descoberta pelo produtor de Hollywood Dino De Laurentiis, que estava procurando por moças que aparentassem ingenuidade para o remake de King Kong. Lange declarou ao jornal The New York Times que pretende encerrar sua carreira após terminar a quarta temporada de American Horror Story.

### Década de 70 e 80
Lange estrelou o seu primeiro filme em 1976, King Kong, onde contracenava com um gorila mecânico, uma grande proeza para a época, após o sucesso do filme, Lange ganhou o globo de ouro de melhor nova estrela. Logo após veio o filme Tootsie, um sucesso que rendeu a Lange o Oscar, Globo de ouro e uma indicação ao BAFTA de melhor atriz coadjuvante. No mesmo ano jovem Jessica recebeu o convite para estrelar o filme Frances, junto a Kim Stanley, Sam Shepard, Anjelica Huston e Kevin Costner, filme que talvez foi o de maior sucesso de Lange, com indicações a vários prêmios incluindo Óscar de Melhor Atriz.

### Década de 1990 e 2000
Na década de 90 Lange teve acertos e erros. Em 1998 Lange recebeu o convite de estrelar Hush, ao lado da ganhadora do Óscar daquele ano Gwyneth Paltrow. A crítica achou o desempenho de Lange fraco, o que lhe rendeu sua única indicação ao Framboesa de Ouro de pior atriz. Assim Lange ficou alguns anos longe das telas de cinema.

### Década de 2010: American Horror Story
A década de 2010 foi gloriosa para Lange, Ryan Murphy até então o diretor da série de sucesso Glee, convidou Lange para fazer parte do elenco de seu novo projeto, American Horror Story, Lange aceitou. A série fez um sucesso tamanho, em especial com o público jovem, assim tornando Lange conhecida pelo público adolescente e jovens adultos. Pediu para ser afastada na 5° temporada de AHS, para que possa se preparar para um musical da Broadway que Murphy arrumou para ela um papel principal. Lady GaGa assumiu seu lugar em American Horror Story: Hotel, como A Condessa Elizabeth. A série rendeu a Lange 2 prêmios Emmy Awards e 1 Globo de Ouro de melhor atriz coadjuvante. A série foi responsável pelo retorno triunfal de Jessica, fazendo-a que ficasse conhecida entre o público jovem, o que aumentou significativamente sua popularidade. Ryan Murphy disse que essa era a intenção dele. Queria que ela conquistasse novos públicos e reascendesse na mídia. Um dos motivos para que Ryan a escolhesse como protagonista da série, foi uma peça que Jessica apresentou na Broadway na década de 1990 que encantou o diretor. Ryan também disse que sua volta já estava sendo preparada talvez até nessa mesma temporada, intitulada "Hotel", a veterana Lange, que participou de todas as anteriores temporadas, é aguardada por milhões de fãs em American Horror Story: Hotel, mesmo que com uma personagem pequena, ela faria um grande sucesso triunfal voltando a serie, pois Ryan continua procurando um espacinho na agenda dela para que ela faça uma aparição de 2 a 3 episódios, disse ela "Eu sempre irei voltar, não tem algo que Ryan me peça que eu não faria, eu voltaria se já estivesse preparado um personagem pequeno, elegante e extravagante  como Fionna Goode e Elsa Mars, adoraria revive-las".[carece de fontes?]

## Fotografia
Jessica se dedicou a vida inteira a atuação e deixando a fotografia apenas como um hobby e após vinte anos tirando fotos com sua câmera Leica M6 (presente de seu ex-marido Sam Shepard) de viagens feitas no México, Itália, Espanha e Finlândia, Jessica hoje realiza exposições mundo a fora, já expos em locais como na cidade de São Paulo,Moscou, Barcelona, Lisboa e muitos outros lugares com a exposição "Unseen" intitulada no Brasil como "Jessica Lange fotografa" no Museu da Imagem e do Som de São Paulo.[carece de fontes?]

## Prêmios e indicações

#### Óscar
| Ano  | Categoria                | Indicação    | Notas    |
| ---- | ------------------------ | ------------ | -------- |
| 1983 | Melhor Atriz Coadjuvante | Tootsie      | Venceu   |
| 1983 | Melhor Atriz             | Frances      | Indicado |
| 1985 | Melhor Atriz             | Country      | Indicado |
| 1986 | Melhor Atriz             | Sweet Dreams | Indicado |
| 1990 | Melhor Atriz             | Music Box    | Indicado |
| 1995 | Melhor Atriz             | Blue Sky     | Venceu   |

## Vida Pública
Sendo atriz e fotógrafa, Jessica já disse publicamente que tem horror quando a fotografam e isso lhe criou algumas situações constrangedoras.
Lange diz que imagens suas estarão sempre presente na internet. E que uma foto sua não terá importância para ninguém. Ela critica a atual geração da selfie, onde para ela, as pessoas vivem em função disso. Ela esteve em São Paulo em 2015, e ao visitar o Parque Trianon disse: "Vi um casal que ficou o tempo todo tirando fotos de si mesmo e não rolou uma carícia ou um beijo que não fosse fotografado, os tempos mudaram mesmo."[carece de fontes?]
A atriz já revelou que não assiste televisão e que gosta mesmo é dos velhos tempos, sua paixão é o teatro, onde tudo começou. Lange detém atualmente o cargo de Embaixadora na Boa Vontade na UNICEF, especializada em HIV/AIDS na República do Congo e na Rússia. Sua fortuna é estimada em 15 milhões de dólares.

## Vida pessoal
Lange teve um breve relacionamento com o bailarino e ator Mikhail Baryshnikov, com quem teve uma filha, Alexandra. Viveu entre 1982 e 2010 com o ator Sam Shepard, com quem teve dois filhos, Hanna e Walker.